# Sloanea assamica
Sloanea assamica là một loài thực vật thuộc họ Elaeocarpaceae. Loài này có ở Bhutan, Trung Quốc, Ấn Độ, và Myanmar.